# 藍色經濟圈
藍色經濟圈，是一個相對於黃色經濟圈，於香港逃犯條例爭議期間出現的名詞。意思大概是一些其在消費時優先光顧政見及理念相似（支持政府就逃犯條例作出修訂及或支持國安法等）的食肆或商家（俗稱「藍店」）。有民主派評論認為，政府於執法的時候，往往對「藍店」採取較寬容態度。不過，相對於黃色經濟圈，有部份被視為『藍店』的東主，則表明不贊成而黃藍作出如此區分。因為賺錢不及黃店，例如富臨皇宮及紅磡冰室也出現倒閉潮。

## 藍店受香港逃犯條例爭議的影響
「藍店」方面，在運動早期已被列為「藍店」的網店「士多」，其對手HKTVmall股價在事件發生後半個月升幅達45%，有專欄評論認為此次罷買行動令「士多」客源及訂單量轉投HKTVmall。在10月26日「爆買日」當日，吉野家在旺角豉油街分店午飯時間只有數人光顧，而優品360旺角彌敦道分店更因沒有顧客而出現職員聊天的情境。在2020年「五一黃金週」期間，被標籤為「藍店」的潮苑餐廳稱附近大學生不來光顧，但否認該店為「藍店」，主張沒有政治立場。除此之外，被稱為「藍店」的紅磡冰室因生意額大跌，自2019年11月起尋求將全線6間分店轉租他人。茶飲店喜茶因其內地品牌的身份而被標籤為「藍店」，遭受支持黃色經濟圈的網民抵制，生意受到打擊，八間分店中有六間需停業，而另一被抵制的「藍店」電視廣播有限公司在2019年下半年的廣告收入只有7.74億元，按年下跌40%，公司解釋指原因為「因為社會動盪」，導致廣告預訂出現取消及延遲，而區家麟在《香港獨立媒體網》的評論則認為抵制行動有成效。另一被杯葛的美心集團主要股東牛奶國際稱美心的盈利貢獻按年下跌22%，影響集團盈利能力。位於香港仔的珍寶海鮮舫因自由行遊客大跌，需在2020年1月裁掉一半員工，並於3月暫時關閉，《彭博商業週刊》認為原因是何超瓊在聯合國人權理事會批評示威者，故社交媒體上沒有出現希望「黃絲」食客拯救該店的呼籲。
但也有部分「藍店」情況較理想，如親建制派支持者楊明有份投資的店舖「燉」雖因楊明高調撐警而引發網民罷食，但同時也有大批親建制派人士支持，《香港01》更在1月7日報導其店舖門庭若市的盛況，楊明入店時更有食客歡呼打氣，及後《蘋果日報》報導則指當日盛況僅是因為店方派發50元現金券而造成。而位於西九龍中心的「空姐牛肉飯」被劃為「藍店」後，生意三日內急跌五成，失去以前以學生為主的大量生意，但經網媒《港人講地》報導後獲很多「藍絲」來支持，也因獲得警察群組大量訂飯而逃過倒閉。

## 政府執法態度差異
部分人亦認為政府對於「藍店」執法態度較為寬容。例如，黃藍分別一直引伸到2019冠状病毒病期間的社會討論，其中第三波新冠肺炎疫情衍生出稻香、潮庭、富臨3大「藍店」感染群組，「中華輝煌會」在旺角稻香酒樓筵開近30席，其間脫下口罩又跳又唱，廣受關注及涉嫌違反政府下令之社交限制措施。公民黨時任立法會議員郭家麒狠批港府執法不公，刻意放生「藍店」，如果是「黃店」，一早被處以「極刑」。

## 『藍店』東主回應
- 深水埗空姐牛肉飯之東主郭德英於接受香港01訪問的時候，表示自己不反對反修例示威者爭取訴求，但反對他們爭取的手法，又批評構建「藍色經濟圈」的想法幼稚。[3]

## 資料來源
1. 1 2  林祖偉. .   [2020-07-23]. （原始内容存档于2020-08-26）.
2. 1 2  .   [2020-07-23].
3. 1 2  歐陽翠詩. .   [2020-07-23]. （原始内容存档于2020-08-26）.
4. ↑  . 壹週刊. 2019-10-24  [2020-05-02]. （原始内容存档于2020-08-26） （中文（香港））.
5. ↑  小子. . Yahoo財經. 2019-06-28  [2020-05-02]. （原始内容存档于2020-08-26） （中文（香港））.
6. ↑  . 明報新聞網.   [2019-11-08]. （原始内容存档于2019-11-08） （中文（香港））.
7. ↑  . 明報. 2020-05-02  [2020-05-02]. （原始内容存档于2020-05-14） （中文（香港））.
8. ↑  . 即時財經 (蘋果日報 (香港)). 2019-11-20  [2019-12-31]. （原始内容存档于2019-12-05） （中文（香港））.
9. ↑  . 蘋果日報. 2020-05-03  [2020-05-04]. （原始内容存档于2020-08-26） （中文（香港））.
10. ↑  . RFI.   [2020-05-04]. （原始内容存档于2020-05-05） （中文（臺灣））.
11. ↑  施永青. . am730. 2019-12-03  [2020-05-04]. （原始内容存档于2019-12-30） （中文（香港））.
12. ↑  . Apple Daily 蘋果日報.   [2020-05-03]. （原始内容存档于2020-08-26） （中文（香港））.
13. ↑  區家麟. . 香港獨立媒體網. 2020-02-15  [2020-05-04]. （原始内容存档于2020-02-18） （中文（香港））.
14. ↑  劉修彣. . 端傳媒. 2020-05-06  [2020-05-17]. （原始内容存档于2020-05-14） （中文（香港））.
15. ↑  Sheridan Prasso. . 彭博商業周刊. 2020-05-20  [2020-05-20]. （原始内容存档于2020-08-26） （英语）.
16. ↑  . 香港01. 2020-01-18  [2020-05-02]. （原始内容存档于2020-04-28） （中文（香港））.
17. ↑  賴家杰. . 香港01. 2020-01-07  [2020-09-18]. （原始内容存档于2020-08-26） （中文（香港））.
18. ↑  . 蘋果日報. 2020-01-10  [2020-05-02]. （原始内容存档于2020-08-26） （中文（香港））.
19. ↑  . 堅料網. 2020-01-11  [2020-05-02]. （原始内容存档于2020-08-26） （中文（香港））.